# バアス党
バアス党（バアスとう、アラビア語: حزب البعث, ラテン文字転写: Ḥizb al-Ba‘th、ヒズブ・アル＝バアス）は、シリア・イラクなどのアラブ諸国で活動する汎アラブ主義政党。公式名称はアラブ社会主義復興党（アラビア語: حزب البعث العربي الاشتراكي, ラテン文字転写: Ḥizb al-Baʻth al-ʻArabī al-Ishtirākī）。日本では慣用としてバース党とも表記するが、実際のアラビア語の発音では「バアス」と発音・表記する。
「バアス（بعث）」とはアラビア語で「復興・使命」を意味し、党名への採用にあたり「かつて東は中国から西はスペインに及ぶ広大な領土を勢力下に置き、化学や医学など様々な学術・技術で世界をリードしていたアラブの栄光を取り戻す」という意を込めている。更に、アラブ社会主義・汎アラブ主義（アラブ民族主義）を併せ持つ政治的主張を有している。（かつてエジプトでガマール・アブドゥル＝ナーセルらが目指した様に）アラブ近代化もイデオロギー上で大前提としている為、イスラム原理主義（イスラム主義）とは対立している。「単一のアラブ民族、永遠の使命を担う（أمة عربية واحد ذات رسالة خالدة）」をスローガンとし、「統一（وحدة）・自由（حرية）・社会主義（اشتراكية）」の実現をめざす。一連の思想を「バアス主義」と言う。
バアス党の結党当初の目標は、西洋によって線引きされた既存の国家群を解体し、統一したアラブ民族による国家を建国することが目的であり（バアス党のシンボルにも表されている）、その範囲には西は北アフリカのモーリタニアから、東はイランのフーゼスターン州、南は東アフリカのソマリアまでが含まれる。
バアス党の創設者の一人であるミシェル・アフラクは、フランス共産党が植民地政策を容認したことに失望するまでは共産党の活動家だったことなどからマルクス主義の影響がある（サラーフッディーン・アル＝ビータールもマルクス主義者であった)。しかし、イラクのバアス党は、アブドルカリーム・カーシム首相がアラブ連合共和国への参加を拒んだ際、党の支部長であったフアード・リカービーは閣僚を辞任して1956年から続いていたカーシムの属する国民民主党やイラク共産党との同盟を解消し、カーシム暗殺未遂事件を起こした。1963年2月のラマダーン革命の際はカーシムを支持したイラク共産党を弾圧している（1963年11月イラククーデターでバアス党はナセル主義者に追放され、7月17日革命で樹立したアフマド・ハサン・アル＝バクル政権は共産党とイラク国民進歩戦線を結成し、共産党員を2名入閣させるも後に弾圧し、政権に忠実な小さなセクトのみ容認した）。一方、シリアのバアス党は、バッシャール・アル＝アサド政権下、シリア国民進歩戦線でシリア共産党と連立していたことなどから分かる通り1950年代から2024年に至るまでシリア共産党との共闘路線を続けており、容共の方針を採っている。
バアス党の源流は20世紀の初頭にさかのぼることができ、シリア人の思想家ミシェル・アフラク（1910年 - 1989年）らによって基本的な政治信条が形成されていった。第1回の公式の党大会は1947年4月7日にダマスカスで開催、最初は軍の少壮将校や知識人など限られた層で成り立っていたが、次第に影響力を強め1954年 - 1958年にシリアを本拠にイラク・レバノン・ヨルダン・イエメンに党地域指導部を置いた（カタールとチュニジアにも存在したが、両国政府により非合法化される）。しかし、アフラクの亡命を受け入れたイラク・バアス党はシリア・バアス党と主導権と正統性を争い、その他諸国のバアス党もレバノンを除いてダマスカスではなく、バグダードの路線に従った。
2024年にシリアのバッシャール・アル＝アサド政権が崩壊したことにより、バアス党が政権を担当する国は存在しなくなった。

## シリア・バアス党

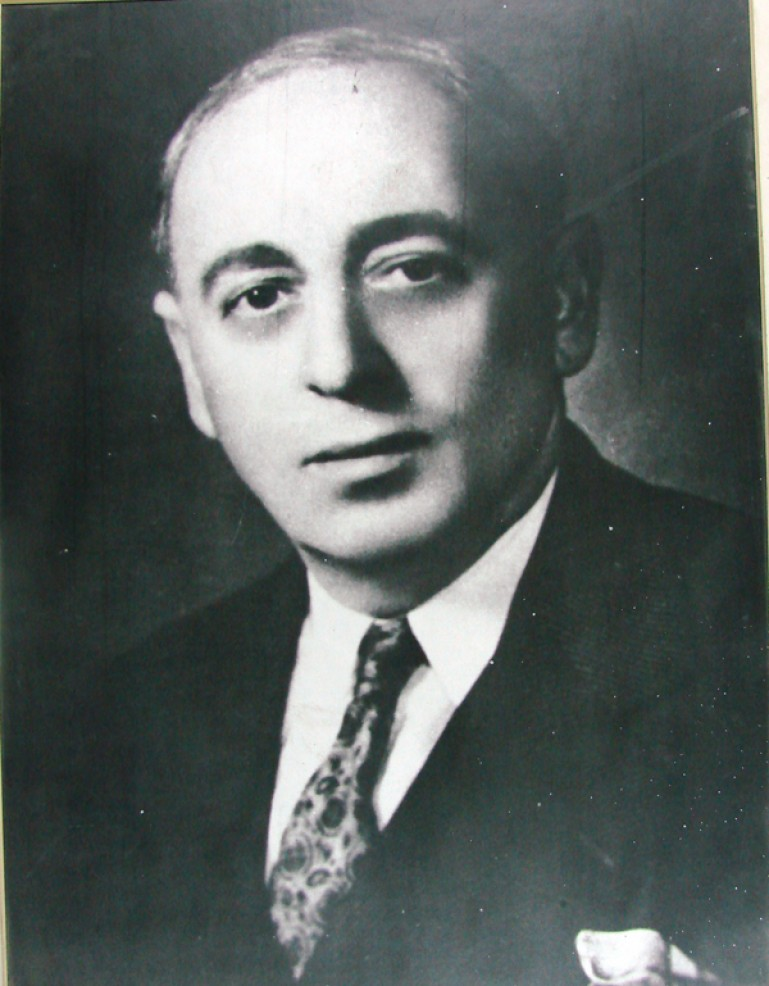
ザキー・アル＝アルスーズィー

正式名称はアラブ社会主義バアス党シリア地域指導部。現在のバアス党政権は、その他の社会主義、共産主義、民族主義政党と連立して、翼賛組織「国民進歩戦線」（PNF）を結成している。
1940年12月にニーチェ、マルクス、ヘーゲル、フィヒテ、ベルグソンの思想に影響 を受けたアラウィー派アラブ民族主義者ザキー・アル＝アルスーズィーとその弟子たちがダマスカスで秘密結社「アラブ・バアス」として結成。
1947年、ダマスカスでアッ＝タリーア（アラビア語: الطليعة、al-Tali`a、前衛）の編集者でアラブ復活運動(Harakat al-Ihya al-'Arabi)を率いたミシェル・アフラクとサラーフッディーン・アル＝ビータールらが中心となり結党大会を開き、政党（アラブ・バアス党）として正式に発足。1953年、アクラム・アル＝ホーラーニーが率いるアラブ社会党と合併し、アラブ社会主義バアス党に改称。1963年3月8日のクーデター（バアス革命）で政権党となった。しかし、1966年シリアクーデターでアフラクら党民族指導部はサラーフ・ジャディードら党シリア地域指導部に追放され、1967年の第三次中東戦争にてシリアが敗北すると、党穏健派のハーフィズ・アル＝アサドが1970年のクーデター（矯正運動）で政権を握る。
シリアとイラクの同党は、同じバアス党を名乗り、同じ年に政権を握ったものの、両国の主導権争いや、アル＝アルスーズィーを担いだジャディードとアサドたちに権力闘争で敗れたアフラクをイラクが保護したことのしこりなどもあり、対立関係にあった。
シリアに厳しい態度を取っていたブッシュ米政権下において、レバノン問題やパレスチナ紛争で対立するシリアを孤立化させるため、バアス党をテロ組織に指定すべきだとアメリカ議会の対シリア強硬派議員、保守派の評論家が提案したことがあるが、実現には至っていない。
2024年12月8日にシリアのバッシャール・アル＝アサド政権が崩壊すると、シリア地域指導部は同年12月11日に党の無期限活動停止と党資産のシリア暫定政府への引き渡しを決定し、事実上の解散状態となった。
2025年1月29日に旧反体制派のシリア解放機構（HTS）トップのアブー・ムハンマド・アル＝ジャウラーニー（本名アフマド・シャラア）の大統領就任に合わせて正式に解散が宣言された。

## イラク・バアス党

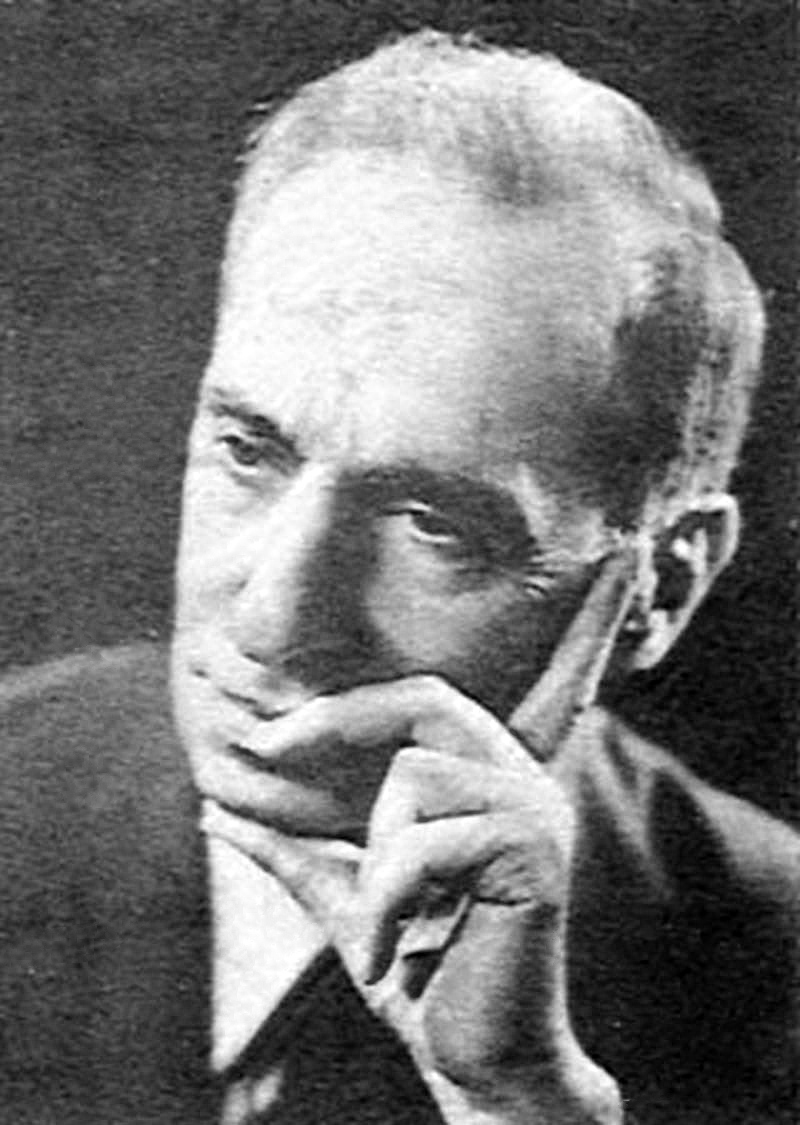
ミシェル・アフラク

正式名称はアラブ社会主義バアス党イラク地域指導部。イラク・バアス党は、シリアで創設されたバアス党のイラク支部として結成された。1951年4月7日に「党地域指導部」（RC）が設立され、その翌年の1952年に「党民族指導部」（NC）が設置された。党地域指導部初代書記長はフアード・リカービー。
1968年7月のクーデター（7月17日革命）から2003年3月のイラク戦争によってサッダーム・フセイン政権が倒れるまでイラクにおいて一党独裁政治を敷いていた。
1967年にアメリカと国交を断絶し、1972年にソ連と友好条約を締結、1970年代末にかけて一時ソ連との関係は好転する。
1979年にサッダーム・フセイン（以下フセイン）が大統領となり、「イラク人民とは文明発祥の地、古代メソポタミアの民の子孫である」とするイラク国家主義（ワタニーヤ）とアラブ民族主義（カウミーヤ）を融合したイラク独自のバアス主義をつくりあげ、4度の中東戦争を主導するもイスラエルとの和平を結んだエジプトを前年の1978年のバグダードのサミットでアラブ連盟から追放させたイラクをアラブの盟主にすることを目指した。
1980年にイラクはイラン・イラク戦争を起こして多くのアラブ諸国やソ連、フランス、中国など東西の大国から武器の援助を受け、アメリカとは国交を回復させ（1984年）、イランを支援したシリア・バアス党や北朝鮮 に対しては国交を断絶した。
世界第四の軍事大国となったことで領土的野心を強めたイラクは、湾岸戦争ではルマイラ油田をめぐる対立でクウェートに侵攻するもアメリカなどの多国籍軍に敗北した。
湾岸戦争以降は、国旗に「アッラーフ・アクバル」の文言（タクビール）を入れるなど、イスラーム色を強める。1993年には、革命指導評議会副議長イッザト・イブラーヒームの主導で「信仰告白キャンペーン」を開始。バアス党員には聖典コーランの学習を必修化し、ハッド刑の導入や女性にはヒジャーブ着用の奨励、アルコール販売規制、シーア派反体制派への対抗からサラフィー主義の一部容認などイスラーム主義的な政策を採った。

### フセイン政権崩壊後のイラク・バアス党
2003年4月にアメリカの侵攻によりサッダーム・フセイン政権が崩壊すると、大半の党幹部が隣国シリアに逃亡するかイラク各地に潜伏した。5月にはアメリカ軍によりバアス党の解党宣言、連合国暫定当局により「非バアス化指令」が出され、バアス党の元幹部党員に対する公職追放が行われた。これにより、旧政権下で働いてきた公務員や教師、大学教授、裁判官、職業軍人、警察官、医師らが一斉に失職した。
この「非バアス化」政策については、国務省やCPAの前身である復興人道支援室（ORHA）の関係者などから「戦後のイラク統治を困難にする」として反対する意見も出されていたが、国防総省やホワイトハウス内のいわゆる「ネオコン」に近いグループ、そのネオコンに接近していた反体制派組織「イラク国民会議」（INC）のアフマド・チャラビーが強硬にこの「非バアス化」政策を推進した。この措置は後に、イラク復興に必要な人材を一掃してしまったとして、イラク軍解体と共に、アメリカの占領政策の失敗として批判された。
このことから、元党員でもあったイヤード・アッラーウィー暫定政府首相によって一部に限って元党員の公職追放の緩和措置が行なわれた。しかし、バアス党に対して強硬なシーア派旧反体制派出身のイブラーヒーム・アル＝ジャアファリー移行政府首相の下では、より厳しい全ての元バアス党員に対する公職追放や罰則を設けた「非バアス化法」が議会によって可決され、これにより、議会内に元党員の公職復帰を阻止するための監視機関「非バアス化委員会」が設置された。
しかし、この措置には多くの元幹部党員を輩出したスンナ派アラブ人が猛反発し、その結果、ヌーリー・マーリキー政権下で、旧政権下で犯罪行為に手を染めなかった幹部党員・下級党員に限って公職追放全面解除、年金支給、社会復帰サポートが行なわれるという『責任と正義』法が議会で可決された。これにより、多くの元党員の公職復帰が認められることになった。また、イラク政府と国外で活動しているイラク・バアス党との間で、和解に向けた交渉も行われるようになった。
しかし、2009年下半期にイラク国内でテロが続発すると、シーア派主導のイラク政府からテロの背後にバアス党がいると非難され、元党員に対する対応が硬化した。2010年1月、「正義と責任追及委員会」（非バアス化委員会の後身組織）は3月に開かれる議会選挙に立候補している候補者に「旧政権の支持者が紛れている」として、元バアス党員と旧政権情報機関出身の立候補者の選挙参加を禁止すると発表した。この措置については、スンナ派政党や世俗派政党が反発して裁判所に上訴し、イラク上級裁判所も「正義と責任追及委員会」の決定を無効と判断したが、この決定に今度はイラク政府とシーア派政党が反発を示し、判断を最高裁判所に委ねた。これにより最高裁は「正義と責任追及委員会」の決定を認め、元党員の立候補は禁止された。
パリに拠点を置く「Intelligence Online」のウェブサイトは、中央情報局がダマスカスにおいてイラク・バアス党と会合を開いたと報じた。会合でバアス党側は、武装闘争を停止する条件としてバアス党の政治参加を認めることや、バアス党系武装勢力のイラク軍への編入、非バアス化法の廃止を求めたという。会合はヨルダン総合情報部の斡旋により2009年夏から始まった。アメリカの目的は、シーア派主導のイラク政府とバアス党との和解を仲介することであるとされ、Intelligence Onlineは「CIAの戦略が失敗すれば、米軍は内戦下の最中にある国から撤収することになるだろう」と警告している。
現在のイラク共和国新憲法では、バアス党とそれに連なる組織は犯罪組織に指定されており、再結党や思想の普及、同党に対する支持や礼讃は禁じられている。また、イラク当局に起訴され、逮捕されている元バアス党幹部の資産没収などが決定されている。
2006年12月、サッダーム・フセインの死刑が執行されたことを受けて、イッザト・イブラーヒーム・ドゥーリー元革命指導評議会副議長が、フセインに代わって革命指導評議会議長及び党地域指導部書記長を継いだとの声明が出された。しかし、フセインの死によって党内の路線対立には歯止めが利かなくなり、一部の党幹部はイッザト・ドゥーリーの下を離脱。シリア東部のハサカにて会議を行い、元党軍事局メンバーであった若手のバアス幹部党員ムハンマド・ユーニス・アル＝アフマドを新たな指導者に任命した。この後、ユーニスはイッザト・ドゥーリーを党より追放すると宣言、これに対抗してイッザト・ドゥーリーがユーニスとそれに連なる党員の追放を行った。この結果、イラク・バアス党は主流のイッザト・ドゥーリー派と傍流のユーニス派に分裂した。
当初、両派はシリアを拠点に活動しており、実質アサド政権の庇護を受けていると見られていたが、その支援は一様でなく、イラク・バアス党側においてもアサド政権に対する姿勢は派閥によって異なる。二つの派閥のうちイッザト・ドゥーリーおよびその派閥は、シーア派の大国イランと同盟関係にあるシリア・バアス党に対し深い不信感を抱いており、提携にも消極的であったとされる。またイッザト・ドゥーリーは、ユーニス派との内訌による党分裂に際して声明を発しており、イラク・バアス党に対するアメリカの陰謀を支援しているとして、アサド政権を非難した。イッザト・ドゥーリーはアサド政権を敵視して、同政権への懐疑的姿勢を崩さず、シリア内戦勃発後には最終的にアサド政権と決別、シリア国内で活動するスンナ派アラブ人の反アサド抵抗勢力との連帯を表明するなど対立関係にあった。対照的に、ユーニスはアサド政権支持を明確にしていた。
イッザト・ドゥーリー派は「ナクシュバンディー軍」を結成。ユーニス派は「アル＝アウダ」（帰還の意）を結成するなど、それぞれ独自の軍事組織を結成した。ナクシュバンディー教団軍はイラクとシャームのイスラム国と協調し、2014年にはモスル攻略などにも参加して、「イスラム国」のイラク北西部における勢力拡大を助けた。
しかし、イッザト・ドゥーリー派の支持基盤の一部はスーフィー信者であり、「イスラム国」の急速な勢力拡大に対して警戒感を強め、同盟関係は2014年末には決裂したとされる。しかし、スーフィーに属さない党関係者には「イスラム国」との協働を継続している者や「イスラム国」の構成員となっている者もおり、同盟関係決裂の際、これらの元党関係者は「イスラム国」によるイッザト・ドゥーリー派攻撃に加担した。またイッザト・ドゥーリーの率いる「ナクシュバンディー教団軍」はイラク政府との戦闘も継続しており苦境に陥った。そして、2020年10月26日、イラク・バアス党はイッザト・ドゥーリーが死去したと発表した。後任は旧軍人で、外交官のサラーフ・アル＝ムフタールが党書記長に就任した。
現在、イラク・バアス党は両派に分裂したまま派閥対立がまったく収束していない。イッザト・ドゥーリー派はムハンマド・ユーニス・アル＝アフマドをイラク政府との交渉から排除することを望み、ユーニス派はイラク国内の破壊および占領に関するイッザト・ドゥーリー派の責任を非難し、ドゥーリー派の政治的復権を拒否している。

## その他のバアス党
レバノンでは同じバアス党がイラク派とシリア派に分裂した。イラク派は2003年のサッダーム体制崩壊と共に消滅したが、2006年6月、「アラブ社会主義レバノン前衛党」として再生した。
ヨルダンでは1954年にバアス党が結党されたが、その後非合法化された。1993年にイラク・バアス党との違いを明確にするために党名を「ヨルダン・アラブ社会主義バアス党」とした。
イエメンのバアス党は、「イエメン・アラブ社会主義バアス党地域指導部」として発足。現在は二派に分裂。分派は党名を「バアス民族党」として再編成したが、イエメン代議院が機能停止状態にあり主だった活動はしていない。
パレスチナではバアス主義を掲げる二つの組織、「アラブ解放戦線」（ALF）と「サーイカ」がイラク、シリア両バアス党の支援下に設立された。ALFがイラク・バアス党の、サーイカがシリア・バアス党の陣営に属した。
現在もイラク・バアス党を支持するのは、ヨルダンとイエメンのバアス党だけである。
また、弱小政党ながらスーダンやモーリタニア、バーレーンにもバアス党が存在する。また2011年のアラブの春の発端ともなるジャスミン革命以後、チュニジアでバアス党が公認された。